# Лагуардія
Лагуардія (ісп. Laguardia (офіційна назва), баск. Guardia) — муніципалітет в Іспанії, у складі автономної спільноти Країна Басків, у провінції Алава. Населення — 1510 осіб (2009).
Муніципалітет розташований на відстані близько 250 км на північ від Мадрида, 33 км на південь від Віторії.
На території муніципалітету розташовані такі населені пункти: Ель-Кампільяр, Лагуардія (адміністративний центр), Ласерна, Паганос.

## Демографія
Динаміка населення (INE ):

## Галерея зображень

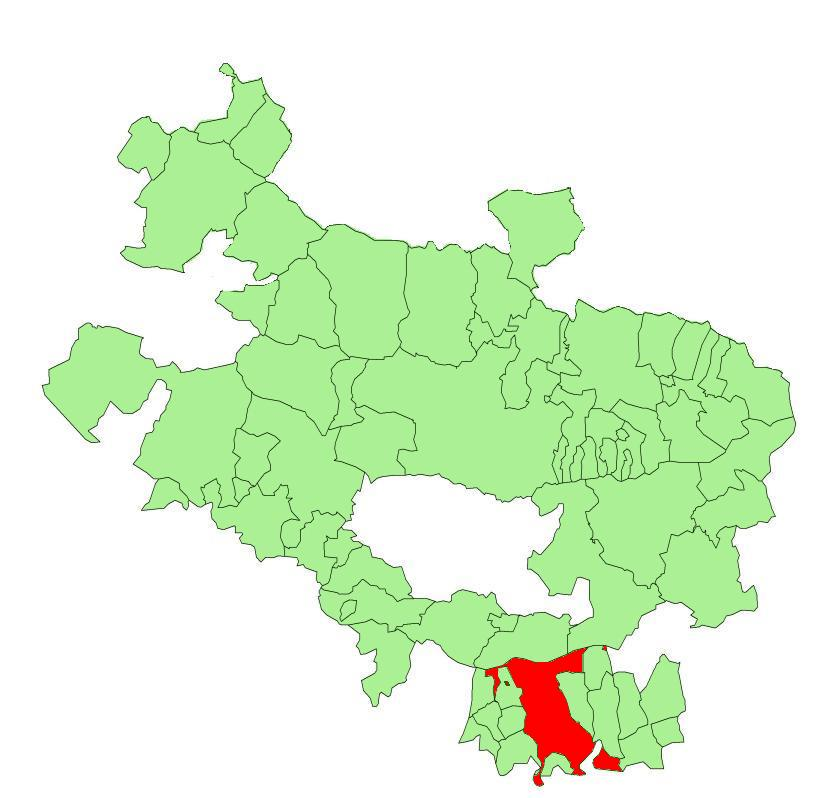
Розташування муніципалітету
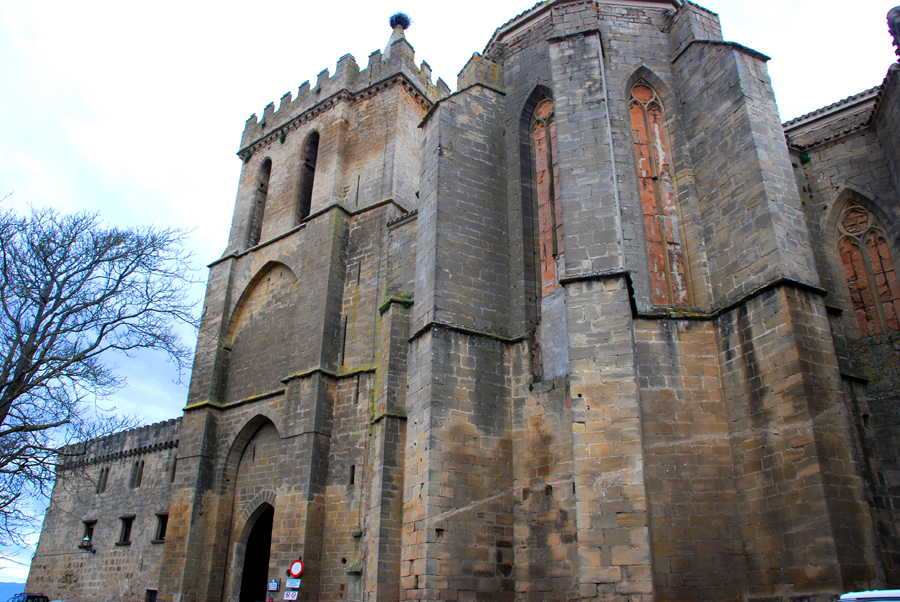
Середньовічний мур
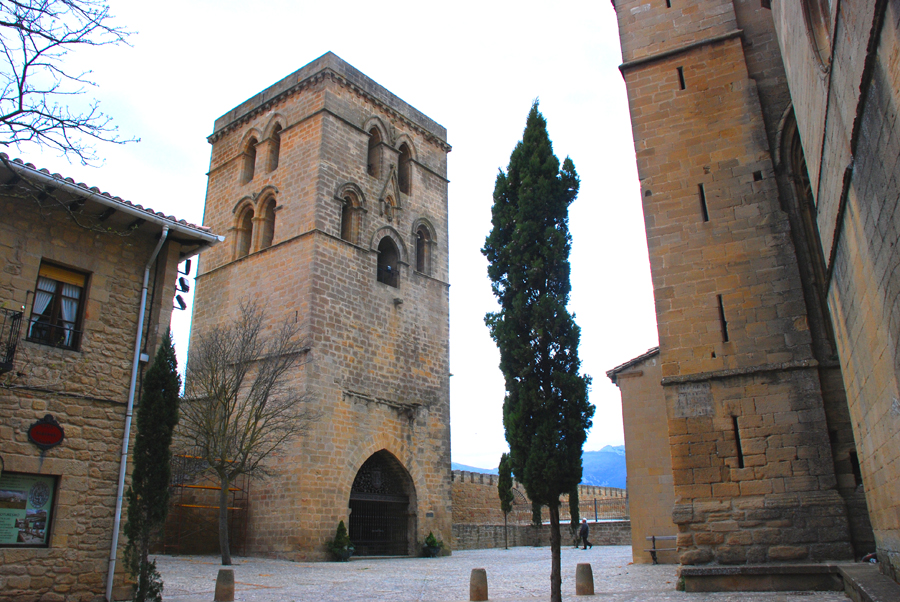
Дзвіниця церкви Санта-Марія-де-лос-Рейєс, Лагуардія